# 10 000 mètres masculin aux championnats du monde d'athlétisme 2001
Navigation
Séville 1999 Paris 2003
L'épreuve du 10 000 mètres masculin des championnats du monde d'athlétisme 2001 s'est déroulée le 8 août 2001 au stade du Commonwealth d'Edmonton, au Canada. Elle est remportée par le Kényan Charles Kamathi.

## Résultats

### Finale
| Rang               | Athlète              | Pays             | Temps          | Notes |
| ------------------ | -------------------- | ---------------- | -------------- | ----- |
| Médaille d'or      | Charles Kamathi      | Kenya            | 27 min 53 s 25 |       |
| Médaille d'argent  | Assefa Mezgebu       | Éthiopie         | 27 min 53 s 97 |       |
| Médaille de bronze | Haile Gebrselassie   | Éthiopie         | 27 min 54 s 41 |       |
| 4                  | Yibeltal Admassu     | Éthiopie         | 27 min 55 s 24 | PB    |
| 5                  | Fabián Roncero       | Espagne          | 27 min 56 s 07 |       |
| 6                  | José Rios            | Espagne          | 27 min 56 s 58 |       |
| 7                  | Paul Malakwen Kosgei | Kenya            | 27 min 57 s 56 |       |
| 8                  | John Cheruiyot Korir | Kenya            | 27 min 58 s 06 |       |
| 9                  | Habte Jifar          | Éthiopie         | 28 min 02 s 71 |       |
| 10                 | Kamiel Maase         | Pays-Bas         | 28 min 05 s 41 |       |
| 11                 | Jaouad Gharib        | Maroc            | 28 min 05 s 45 |       |
| 12                 | José Manuel Martínez | Espagne          | 28 min 06 s 33 |       |
| 13                 | Jeff Schiebler       | Canada           | 28 min 07 s 06 |       |
| 14                 | Marco Mazza          | Italie           | 28 min 08 s 00 |       |
| 15                 | Toshinari Takaoka    | Japon            | 28 min 13 s 99 |       |
| 16                 | Abderrahim Goumri    | Maroc            | 28 min 14 s 06 |       |
| 17                 | Teodoro Vega         | Mexique          | 28 min 14 s 77 |       |
| 18                 | Alan Culpepper       | États-Unis       | 28 min 18 s 44 |       |
| 19                 | Abdihakem Abdirahman | États-Unis       | 28 min 34 s 38 |       |
| 20                 | João N'Tyamba        | Angola           | 28 min 38 s 31 |       |
| 21                 | Said Berioui         | Maroc            | 28 min 38 s 80 |       |
| 22                 | Naoki Mishiro        | Japon            | 28 min 42 s 68 |       |
| 23                 | Mebrahtom Keflezighi | États-Unis       | 28 min 44 s 48 |       |
| 24                 | Kamal Kohil          | Algérie          | 28 min 52 s 47 |       |
| 25                 | John Henwood         | Nouvelle-Zélande | 29 min 01 s 62 |       |
| —                  | Mohammed Mourhit     | Belgique         | DNF            |       |
| —                  | Aloys Nizigama       | Burundi          | DNF            |       |
| —                  | José Ramos           | Portugal         | DNF            |       |

## Légende
Records et Performances
- AR : Record continental (area record)
- CR : Record des championnats (championship record)
- MR : Record du meeting (meet record)
- NR : Record national (national record)
- OR : Record olympique (olympic record)
- PR : Record paralympique (paralympic record)
- PB : Record personnel (personal best)
- SB : Meilleure performance personnelle de la saison (season's best)
- WL : Meilleure performance mondiale de l'année (world leader)
- WJR : Record du monde junior (world junior record)
- WR : Record du monde (world record)

Circonstances et Conditions
- DNF : N'a pas terminé (did not finish)
- DNS : N'a pas pris le départ (did not start)
- DQ : Disqualification (disqualification)
- NM : Aucun essai valable enregistré (No Mark)
- Q : Qualifié « directement » au prochain tour (ou à la prochaine compétition), lors d'une compétition majeure, grâce au classement ou à la réalisation des minima (automatic qualifier)
- q : Qualifié au prochain tour (ou à la prochaine compétition), lors d'une compétition majeure, grâce au repêchage ou à la réalisation de l'une des meilleures performances parmi celles des « non qualifiés directement » (grâce au meilleur temps ou à la meilleure distance par exemple) (secondary qualifier)